# Siempre Viva, Mexiko
Siempre Viva är en ort i Mexiko.   Den ligger i kommunen Caborca och delstaten Sonora, i den nordvästra delen av landet, 1 800 km nordväst om huvudstaden Mexico City. Siempre Viva ligger 183 meter över havet och antalet invånare är 815.
Terrängen runt Siempre Viva är platt. Runt Siempre Viva är det mycket glesbefolkat, med 6 invånare per kvadratkilometer. Siempre Viva är det största samhället i trakten. Omgivningarna runt Siempre Viva är i huvudsak ett öppet busklandskap.